# 厄爾布魯士-8S處理器
厄爾布魯士-8S中央處理器（俄语：Эльбрус-8С），是俄羅斯莫斯科中央科技公司（MCST）所研發的28奈米製程x86架構相容8核心微處理器。此CPU已於2014年底完成打樣，並於2015年開始量產。這款CPU主要是運用在大型伺服器與工作站上面，並非供應給民用個人電腦。
這顆CPU的基本運用單位是由四台1U的伺服器所組成的機櫃（又稱刀鋒伺服器）
由於受2014年爆發的克里米亞危機與美國政府竊取外國機密的稜鏡計畫影響，令俄羅斯飽受西方國家制裁，也使得俄羅斯深感西方國家的敵意，因此近年大力發展俄羅斯自用的CPU。主要供應政府機構與軍事單位使用。長遠目標是未來全面擺脫對美國CPU的依賴。

## 支援的作業系統
- 厄爾布魯士-8S運作的作業系統為Linux Kernel版本

## 概要
| 量產時程            | 2014 (打樣), 2015 (生產伺服器版本) |
| 核心數              | 8 |
| 電腦架構            | VLIW(英語), 64位元 |
| 製程                | 28 奈米(nm), 晶片製造商:台灣積體電路製造股份有限公司(TSMC)                                                                                     |
| 時脈(頻率)          | 1.3 GHz |
| 快取                | - L1 快取/每核心: 128 KB 指令暫存 (1 port) + 64 KB 資料 (4 ports) - L2 快取/每核心: 512 KB, 1 port - L3 快取/共享: 16 MB, 4 區塊(banks)/每port |
| 支援記憶體規格      | DDR3-1600 |
| CPU最大性能, Gflops | 125/DP 或 250/SP |
| 支持程式語言        | C, C++, Java, Fortran-77, Fortran 90. |

## 延伸閱讀
- Elbrus-2S+（英语：Elbrus-2S+）(英語)系列中央處理器

## 外部連結
- Official （页面存档备份，存于） MCST announcements
- Data provided by MCST